# Adam Jezior
Adam Jezior, ps. Adamski (ur. 27 listopada 1903 w Lubartowie, zm. 24 stycznia 1972 w Warszawie) – działacz komunistyczny, podpułkownik MO, pułkownik WP.

## Życiorys
W 1914 ukończył szkołę podstawową, od grudnia 1918 służył w Wojsku Polskim, w 1919 był pisarzem kompanii w Lublinie, w 1920 walczył w wojnie z Rosją Sowiecką w 176 pułku piechoty WP. W czerwcu 1921 zwolniony ze służby, został uczniem piekarskim, 1924–1926 służył w WP w 21 pułku ułanów nadwiślańskich w Równem, ukończył tam szkołę podoficerską i został kapralem. Od stycznia 1928 w ZLCh Samopomoc, w marcu 1928 był agitatorem w lubelskim okręgu wyborczym przed wyborami parlamentarnymi. Etatowy instruktor Zarządu Głównego (ZG) ZLCh na powiaty piotrkowski, brzeziński i koniński. Wstąpił do PPS-Lewicy, od początku 1929 przewodniczący Sekcji Młodzieżowej PPS-Lewicy w Lublinie. Przewodniczący lubelskiego Komitetu Bezrobotnych. Od jesieni 1929 sekretarz okręgowy PPS-Lewicy w Lublinie. W 1929 wstąpił do KPP. 
11 kwietnia 1930 aresztowany, 18 lutego 1931 skazany w Lublinie na 7 lat więzienia z zaliczeniem aresztu, po apelacji wyrok zmniejszono do 6 lat. Podczas odbywania kary we Wronkach był w zarządzie komuny więziennej. 3 stycznia 1936 zwolniony, został sekretarzem Zarządu Związku Zawodowego Robotników Budowlanych w Lublinie. Był jednym z głównych organizatorów strajku lubelskich murarzy i cieśli, za co 30 marca 1936 został aresztowany; zwolniony 5 maja 1936. 26 czerwca 1936 ponownie aresztowany i do 21 maja 1937 był osadzony w Miejscu Odosobnienia w Berezie Kartuskiej. Po zwolnieniu był murarzem w różnych firmach budowlanych. 
Od grudnia 1939 do czerwca 1941 dyrektor łaźni miejskich w Kowlu, członek Miejskiej Rady Delegatów Robotniczych (RDR) i Komitetu Miejskiego (KM) MOPR. Po ataku Niemiec na ZSRR ewakuowany do Kijowa, od lipca 1941 żołnierz Armii Czerwonej, do maja 1942 był w batalionach budowlanych, pracował przy budowie bazy naftowej w Uljanowsku nad Wołgą. Później pracował w kołchozie w Kazachstanie. W sierpniu 1943 wstąpił do armii Berlinga i został zastępcą dowódcy baterii ds. polityczno-wychowawczych, a potem zastępcą dowódcy dywizjonu ds. polityczno-wychowawczych w 3 pułku artylerii lekkiej w stopniu podporucznika. Od lipca do października 1944 przeszedł szlak bojowy 1 Armii WP z Kowla do prawobrzeżnej Warszawy. Później skierowany do służby w MO w Lublinie, do sierpnia 1950 pracował w Komendzie Głównej MO, gdzie był m.in. szefem Oddziału Gospodarczo-Finansowego i szefem Oddziału Służby Zewnętrznej. W lipcu 1947 mianowany podpułkownikiem MO. Od lutego 1951 ponownie służył w WP. W październiku 1954 mianowany pułkownikiem. Od maja 1952 do lipca 1953 dyrektor Departamentu Wojskowego w Ministerstwie Budowy Miast i Osiedli, lipca 1953 do listopada 1956 w Ministerstwie Przemysłu Mięsnego i Mleczarskiego. Od marca 1959 - września 1964 pracował w Głównym Zarządzie Politycznym WP, potem przeniesiony w stan spoczynku. 
Zmarł w Warszawie. Pochowany na cmentarzu Wojskowym na Powązkach (kwatera C31-4-20).

## Ordery i odznaczenia
- Krzyż Komandorski Orderu Odrodzenia Polski
- Złoty Krzyż Zasługi (4 października 1946)[2]
- Srebrny Medal „Za zasługi dla obronności kraju” (1970)[3]